# 塚本勝人
塚本 勝人（つかもと かつと、1935年〈昭和10年〉9月17日 - 2024年〈令和6年〉1月8日）は、日本の実業家。政治家。元福岡県朝倉市長（1期）、元甘木市（現・朝倉市）長（2期）。

## 来歴
福岡県出身。1958年（昭和33年）、明治大学商学部卒。同年、塚本食糧工業に入社。1972年（昭和47年）、同社代表社員となる。

### 2000年甘木市長選挙
2000年（平成12年）、甘木市長選挙に立候補して、現職の佐藤誠良を破って初当選を果たした。
※当日有権者数：-人 最終投票率：72.14%（前回比：-pts）
| 候補者名 | 年齢 | 所属党派 | 新旧別 | 得票数   | 得票率 | 推薦・支持 |
| -------- | ---- | -------- | ------ | -------- | ------ | ---------- |
| 塚本勝人 | 64   | 無所属   | 新     | 12,356票 | 51.8%  | -          |
| 佐藤誠良 | 63   | 無所属   | 現     | 11,482票 | 48.2%  | -          |

同年7月14日に就任した。
2004年（平成16年）、無投票で再選。
2006年（平成18年）3月20日に甘木市は合併で朝倉市となった。前日の3月19日に市長を退任した。合併後の市長選挙に立候補し、無投票で当選した。同年4月23日に就任した。2010年（平成22年）の市長選挙には立候補しなかった。同年4月22日に退任した。
2014年、旭日小綬章綬章。
2024年1月8日、慢性心不全のため、死去した。88歳没。死没日付をもって正六位に叙された。

## 親族
- 父 - 塚本倉人（甘木市長）